# Grande Aunée
Inula helenium
Espèce
Classification phylogénétique
Synonymes
- Aster helenium (L.) Scop.
- Corvisartia helenium (L.) Mérat
- Helenium grandiflorum Gilib.[1]

La Grande Aunée (Inula helenium) est une espèce de plantes à fleurs appartenant au genre Inula et à la famille des Asteraceae, d'origine asiatique et naturalisée depuis longtemps en Europe, où on l'a utilisée pour ses vertus médicinales. 

## Étymologie
Une interprétation mythologique, reprise par les auteurs anciens comme  Pline, Hésychius, rapproche Inula helenium du nom d' Hélène qui aurait eu une branche d'Aunée dans la main lorsqu'elle fut enlevée par Pâris. Les modernes, par exemple le dictionnaire de Pierre Chantraine, l'apparentent plutôt au latin vulnus, blessure, pour ses vertus vulnéraires. 
La Grande Aunée est parfois appelée Inule aunée, aromate germanique, panacée de chiron, lionne ou œil-de-cheval, et plus rarement Inule hélénie.

## Description

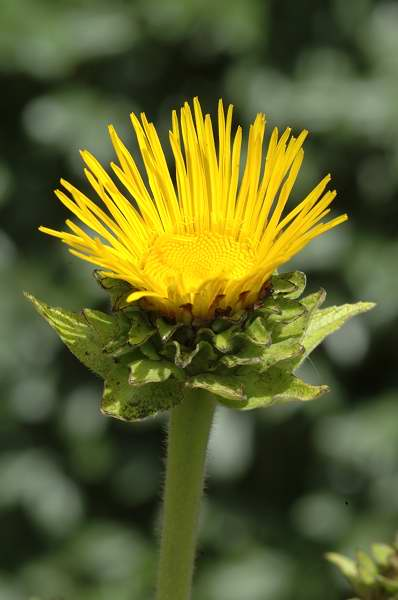
Inflorescence de Grande Aunée.

Grande plante vivace plus ou moins velue, formant parfois des touffes importantes. Tiges érigées pouvant facilement atteindre deux mètres. Grandes feuilles simples ovales, alternes, régulièrement et finement dentées, les inférieures pétiolées, les supérieures sessiles et engainantes. L'inflorescence est un corymbe de capitules jaunes assez grands (généralement plus de 4 cm), mais certains capitules peuvent aussi être solitaires. Les bractées extérieures de l'involucre, ovales à extrémité pointue, ont tendance à se recourber. Les fleurons périphériques se présentent sous la forme de longues et fines languettes. Les fruits sont des akènes bruns. Floraison en été.

Dans cette vaste famille, les Inules se rapprochent des marguerites, avec deux types de fleurons : à la périphérie des fleurons ligulés, au centre (disque), des fleurons tubulés. Les fleurons périphériques du genre Inula sont femelles, tandis que les fleurons du disque sont hermaphrodites.

## Caractéristiques
Caractéristiques générales

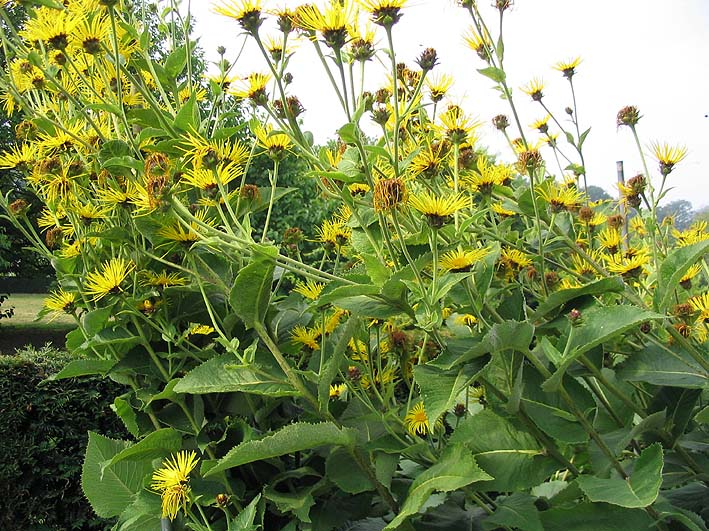
Inula helenium.

- Type d'inflorescence : corymbe de capitules
- Répartition des sexes : hermaphrodite
- Type de pollinisation : entomogame, autogame
- Période de floraison : juillet-août

Graine
- Type de fruit :  akène
- Mode de dissémination : anémochore

Habitat et répartition
- Habitat type : mégaphorbiaies planitiaires-collinéennes, eutrophiles
- Aire de répartition : introduit (Asie occ.)

Données d'après: Julve, Ph., 1998 ff. - Baseflor. Index botanique, écologique et chorologique de la flore de France. Version : 23 avril 2004. 

## Utilisation

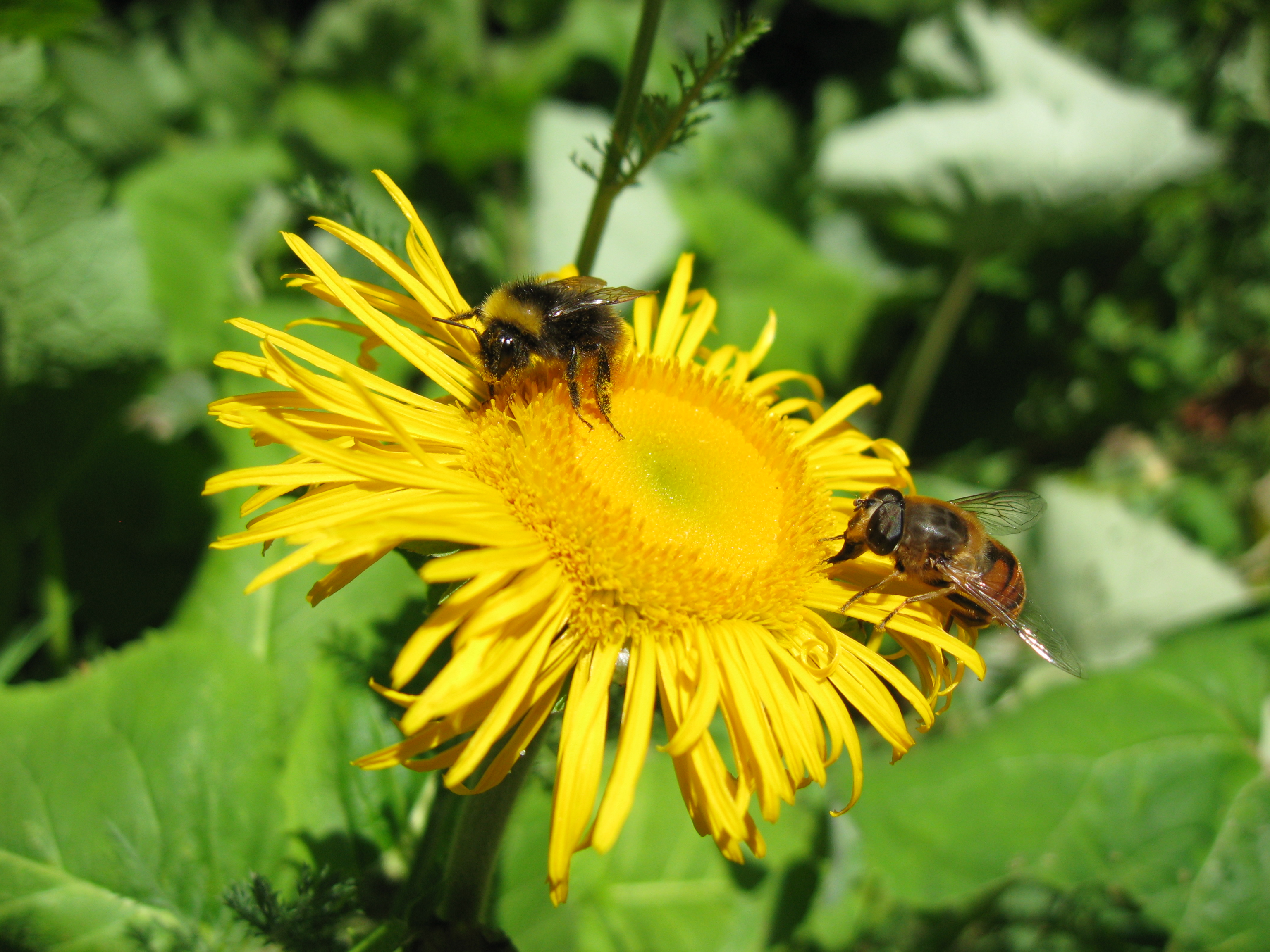

### Usages alimentaires
La Grande Aunée fait partie des plantes comestibles. On apprécie en particulier sa racine très aromatique, utilisée fraîche ou séchée pour parfumer certains desserts. 
Cette racine riche en inuline est à la fois amère et tonique (d'où le nom de quinquina français parfois donné à la plante). 

### Usages médicinaux
Cette espèce possède également diverses vertus médicinales : 
- elle est notamment recommandée pour son action sur les bronches (autrefois utilisée contre la toux).
- On en faisait des conserves au sens médicinal à l'instar des conserves des roses de Provins. Sous cette forme et également en poudre, elle entrait dans la composition de l'opiat antiscorbutique, un des remèdes de la pharmacopée maritime occidentale au XVIIIe siècle [4].
- ses racines sont encore utilisées en phytothérapie dans des indications à usage interne, pour lutter contre la toux et les inflammations de l'appareil respiratoire ;
- ses vertus anti-fongiques en font un indicateur dans le traitement des dermatoses fongiques.
- c'est l'une des plantes, qui à la suite d'une étude de criblage à haut débit (publiée le 21 avril 2020)[5], a été retenue comme candidate potentielle pour produire un possible médicament contre le SARS-CoV-2, responsable de la pandémie de COVID-19.

Attention : l'usage de cette plante est particulièrement déconseillé aux femmes enceintes ou allaitant, et il est recommandé de n'en prendre que sur prescription médicale en raison de ses effets non souhaités, tels que diarrhées, vomissements et douleurs pelviennes.

## Symbolisme

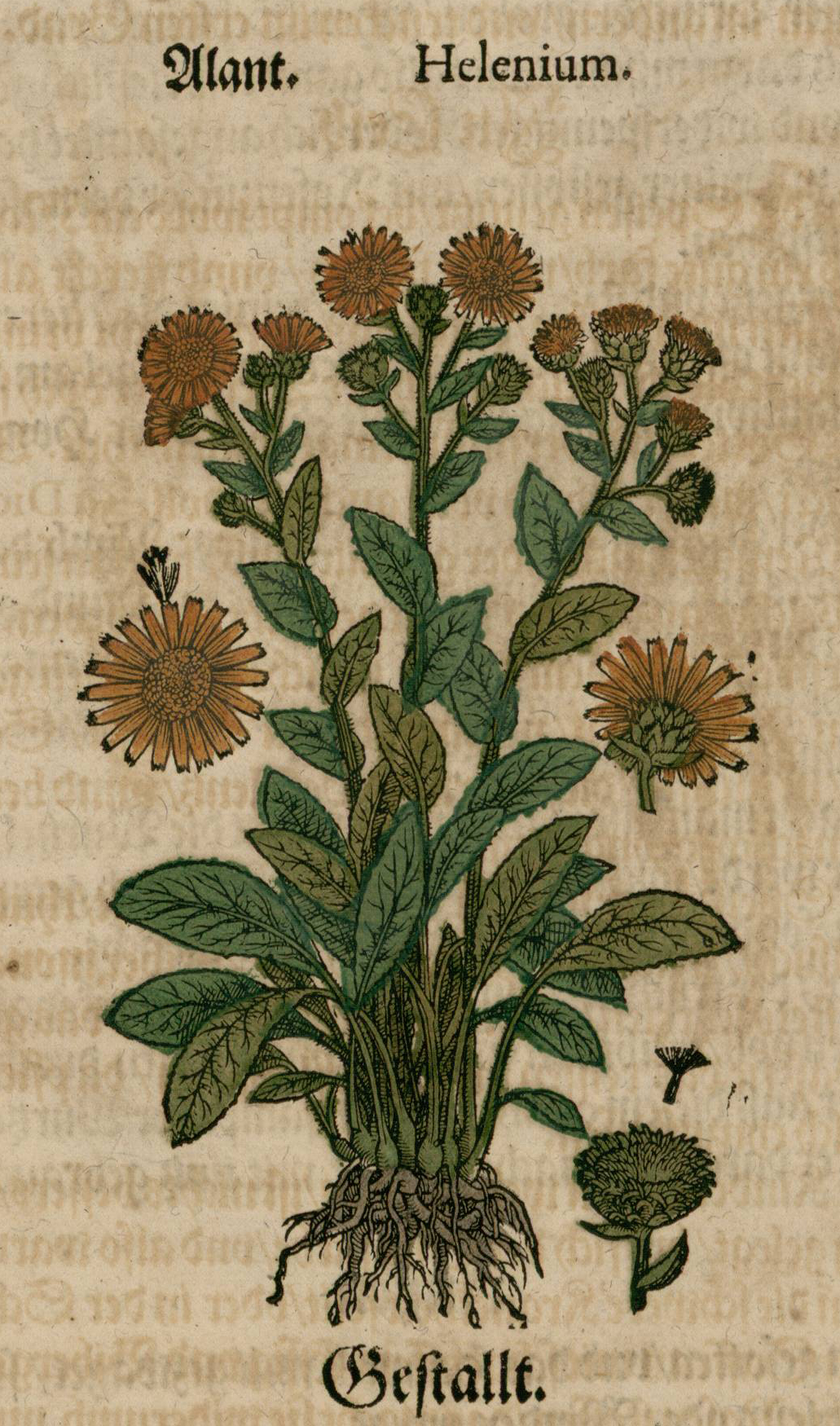
Helenium par Pietro Andrea Mattioli, Kreutterbuch de Johan Feyerabendt (1590)

Autrefois, cette plante n'était pas seulement réputée pour ses propriétés médicinales : la légende raconte que la belle Hélène en tenait une branche à la main lorsqu'elle fut enlevée par Pâris (d'où son nom scientifique). Dans la symbolique chrétienne, elle est associée, en raison de ses pouvoirs médicinaux, à la guérison des péchés. « L'Inula résiste au poison, éclaire la poitrine malade/Et donne au cœur joie et plaisir. Celui qui aime la parole de Dieu et son église,/qu'il traverse sans peine la vallée des soupirs de la vie... » (Hohberg, 1675).